# Erik Nystedt
Erik Arvid Nystedt, född 12 mars 1909 i Norbergs församling, Västmanlands län, död 20 februari 1989 i Råsunda församling, Solna kommun, Stockholms län, var en svensk tecknare och målare.
Han var son till skräddarmästaren Arvid Bernhard Nystedt och Emma Kauppi och gift 1946–1950 med Anna-Lisa Nystedt. Han bedrev kortare konststudier för Birger Simonsson men var i huvudsak autodidakt och bedrev självstudier under resor till bland annat Estland 1938–1939, Frankrike 1949 och Indien 1951–1952. Han medverkade i samlingsutställningar med Sveriges allmänna konstförening och i ett flertal grupputställningar i Härnösand, Sundsvall och Kalmar. Som tecknare bidrog han med illustrationer till Dagens Nyheter, Stockholms-Tidningen och tidskriften Till rors. Hans konst består av stilleben, figurer, interiörer och motiv från trädgårdar och badstränder oftast utförda i pastell.  